# Пітер Лакс
Пітер Девід Лакс (англ. Peter David Lax; 1 травня 1926 — 16 травня 2025) — американський математик угорського походження, який працював у галузі чистої та прикладної математики. Лавреат низки премій, зокрема Абелівської.
Зробив важливий внесок у точно розв'язувані задачі, гідроаеродинаміку й ударні хвилі, солітонічну фізику, закони збереження гіперболічних фаз, а також у математичну та обчислювальні науки.
У статті 1958 року висловив гіпотезу про матричні представлення гіперболічних поліномів третього порядку. Інтерес до «гіпотези Лакса» зростав, оскільки математики, що працювали у кількох різних галузях, усвідомлювали її важливість. 2003 року її остаточно довели.

## Біографія
Народився в Будапешті, Угорське королівство, в єврейській родині. У 12 років почав виявляти інтерес до математик, і невдовзі його батьки найняли Розу Петер репетитором для нього. Його батьки, Клара Корнфілд і Генрі Лакс, були лікарями, а його дядько Альберт Корнфілд (також знаний як Альберт Короді) був математиком, а також другом Лео Сілара.
Родина покинула Угорщину 15 листопада 1941 року та вирушила через Лісабон до США. Як учень старшої школи Стайвесант, Лакс не відвідував уроки математики, але брав участь у змаганнях у шкільній математичній команді. У цей час він познайомився з Джоном фон Нейманом, Ріхардом Курантом і Палем Ердешем, які познайомили його з Альбертом Ейнштейном.
Лакс закінчив школу у 17 років, тому зміг уникнути військової служби і провчитися три семестри в Нью-Йоркському університеті. Студентом проходив курс з комплексного аналізу і згодом став викладачем. У той же період зустрів свою майбутню дружину, Аннелі Кан (яка на той час була одружена зі своїм першим чоловіком).
Під час навчання його призвали до армії США. Після базової підготовки направлений до Техаського університету A&M для подальшого навчання. Потім направлений до Національної лабораторії Оук-Ридж, а невдовзі після цього до Мангеттенського проєкту в Лос-Аламосі, штат Нью-Мексико. У Лос-Аламосі почав працювати обчислювачем, але зрештою перейшов до математики вищого рівня.
По закінченню війни ще рік залишався в армії в Лос-Аламосі, одночасно відвідуючи курси в Університеті Нью-Мексико, а потім протягом семестру навчався в Стенфордському університеті у Габора Сеґьо та Джорджа Поя.
Повернувся до Нью-Йоркського університету на 1946—1947 навчальний рік і, об'єднавши кредити з чотирьох університетів, у яких він навчався, закінчив навчання того ж року. Одразу ж вступив до аспірантури Нью-Йоркського університету. 1948 року одружився з Аннелі Кан. 1949 року здобув ступінь доктора філософії під керівництвом Курта О. Фрідріхса.
Лакс обіймав посаду викладача кафедри математики Курантовського інституту математичних наук Нью-Йоркського університету.
Помер від амілоїдозу серця у своєму будинку на Мангеттені 16 травня 2025 року, через 15 днів після свого 99-річчя.

## Нагороди та відзнаки
Був членом Норвезької академії наук і Національної академії наук США, Американської академії мистецтв і наук й Американського філософського товариства. Дворазовий лавреат премії Лестера Р. Форда 1966 року та 1973 року. 1974 року його стаття про ударну хвилю також отримала премію Шовене. Нагороджений Національною медаллю науки 1986 року, премією Вольфа 1987 року, Абеля 2005 року та Великою золотою медаллю Ломоносова 2013 року. Американське математичне товариство обрало його своїм лектором Гіббса на 2007 рік. 2012 року став членом Американського математичного товариства.
Входить до списку високоцитованих дослідників ISI. За словами Дьордя Маркса, він був одним із групи науковців «Марсіани».
1990 року ушанований почесним докторським ступенем Університету Геріот-Ватт.

## Інцидент CDC 6600
1970 року в рамках антивоєнного протесту Трансцендентальні студенти захопили в заручники суперкомп'ютер CDC 6600 в Курантському інституті Нью-Йоркського університету, в придбанні якого брав участь Лакс; студенти вимагали викупу у розмірі 100 000 доларів для внесення застави за члена Чорних пантер. Деякі зі студентів намагалися знищити комп'ютер за допомогою запальних пристроїв, але Лаксу з колегами вдалося врятувати комп'ютер.